# كوشي مايدا
كوشي مايدا (باليابانية: 前田 晃一) (28 مايو 1991 في أوساكا في اليابان – )؛ هو لاعب كرة قدم ياباني سابق كان يلعب كمدافع.

## وصلات خارجية
- كوشي مايدا على موقع رابطة كرة القدم اليابانية للمحترفين (اليابانية)